# Terranova brevicapitata
Terranova brevicapitata är en rundmaskart som först beskrevs av Linton 1901.  Terranova brevicapitata ingår i släktet Terranova och familjen Anisakidae. Inga underarter finns listade i Catalogue of Life.